# Crash Drive
Crash Drive is een serie van racespellen ontwikkeld door de Nederlandse computerspelontwikkelaar M2H. De reeks, die bestaat uit Crash Drive 3D (2009), Crash Drive 2 (2013) en Crash Drive 3 (2021), kenmerkt zich door open spelwerelden waarin spelers met diverse voertuigen stunts kunnen uitvoeren en kunnen deelnemen aan online multiplayer-evenementen. De spellen zijn uitgebracht op een breed scala aan platforms, waaronder pc, consoles, mobiele apparaten en als browserspel.

## Spellen

### Crash Drive 3D
Crash Drive 3D verscheen oorspronkelijk in november 2009 als browserspel op Wooglie, een Unity-platform ontwikkeld door M2H. Het spel werd ook uitgebracht als Mac-widget en later ook via portals als Shockwave, Bigpoint en Netlog.
In maart 2011 verscheen een betaalde, uitgebreide versie van Crash Drive 3D in de Mac App Store, waarin functies van eerdere platformen werden gecombineerd en de graphics werden verbeterd.
In juni 2011 volgde een versie voor iOS. In juli 2011 werd Crash Drive 3D ook op het web uitgebracht in samenwerking met uitgever Spil Games. Later, in februari 2012, werd Crash Drive 3D opnieuw gelanceerd voor zowel iOS als Android, eveneens in samenwerking met Spil Games.
De webversie werd ruim 25 miljoen keer gespeeld en de mobiele versies gezamenlijk circa vijf miljoen keer gedownload. De Mac-widget werd ongeveer één miljoen keer gedownload. De betaalde Mac App Store-versie kende beperkte verkoopresultaten en ontving gemengde recensies.

### Crash Drive 2
Crash Drive 2 werd uitgebracht in 2013 voor web, iOS, Android en macOS. In 2015 verscheen het spel op Steam, later gevolgd door een versie voor Nintendo Switch. Het spel bevatte verbeterde graphics, nieuwe voertuigen, extra omgevingen, een levelsysteem en ondersteuning voor online multiplayermodi met cross-play tussen platforms.
Spelers kunnen deelnemen aan minigames zoals races, stuntwedstrijden en het verzamelen van munten. In totaal bevat het spel zes soorten evenementen en dertig vrij te spelen voertuigen.
Een deel van de ontwikkeling werd uitgevoerd door de Nederlandse studio RageSquid. M2H werkte ook samen met andere Nederlandse ontwikkelaars voor onderdelen als geluid en gebruikersinterface. De online-infrastructuur maakte gebruik van Photon Unity Networking.

### Crash Drive 3
Crash Drive 3 verscheen op 8 juli 2021 gelijktijdig op negen platforms, waaronder PlayStation 4 en 5, Xbox One en Series X/S, Nintendo Switch, Android en iOS. Er werden fysieke versies uitgebracht voor PlayStation en Nintendo Switch.
Het spel bevat vijf open spelwerelden. Spelers kunnen individueel of via online multiplayer aan evenementen deelnemen. Ieder gebied bevat tien verborgen ringen; het verzamelen van acht ringen en het betalen van een virtueel bedrag geeft toegang tot een nieuw gebied. Het spel bevat tien minigames, waaronder races, stuntwedstrijden en verzamelopdrachten. In totaal zijn er ruim vijftig voertuigen beschikbaar, met mogelijkheden voor cosmetische aanpassingen.

## Nalatenschap
In juni 2019 voegde het Regionaal Archief Alkmaar Crash Drive 2 aan zijn collectie.